# Georgius Candidius
Georgius Candidius (Kirchardt, 1597 – Batavia, 30 april 1647) was de eerste zendeling in dienst van de VOC die naar Nederlands-Formosa werd uitgezonden. Tot aan zijn uitzending waren geestelijken in dienst van de VOC in de bezittingen van de compagnie vrijwel alleen werkzaam ten behoeve van de werknemers van de compagnie. Candidius was  de eerste geestelijke in dienst van de VOC die zending bedreef onder een inheemse, heidense bevolking. Candidius werd op Formosa geconfronteerd met een volledig ongeletterde bevolking zonder schriftsysteem met een als gevolg van hun religieuze overtuiging volledig ander begrip van zonde als in het christendom. 
Candidius ontwikkelde een zendingsstrategie waarin de ontwikkeling van een schriftsysteem voor die bevolking en hen te leren lezen en schrijven van cruciaal belang was. Een tweede pijler van zijn strategie was het versterken van het Nederlands gezag in zijn werkgebied. Candidus verbleef twee termijnen op Formosa. In zijn eerste termijn legde hij de grondslag voor het succesvolle werk van zijn opvolger Robertus Junius. De laatste was al gedurende zijn tweede termijn op het eiland aanwezig.  
Candidius is de auteur van Discours ende cort verhael van t eyland Formosa, het eerste etnografische werk over Formosa. 

## Biografie
Candidius werd geboren in Kirchardt in de Palts. Hij vertrok naar Nederland  en ging theologie studeren aan de Leidse universiteit. Het laatste jaar van de studie was hij een van de eerste studenten aan het Indisch seminarium. Het seminarium dat van 1622 tot 1633 bestond was het eerste Nederlandse opleidingsinstituut voor de zending. Het was in opdracht van de Staten-Generaal door de VOC gesticht en werd ook door de compagnie gefinancierd. Het leidde predikanten op die na hun studie in dienst van de VOC uitgezonden werden naar de Oost. Ook zijn opvolger Robertus Junius en een iets latere predikant op Formosa, Jacobus Vertrecht studeerden aan het Indisch seminarium. 
In 1623 was zijn studie voltooid en werd hij door de classis Amsterdam van de Hervormde Kerk tot predikant benoemd. Zijn disputatie was De providentia Dei (Over de Voorzienigheid Gods) en was opgedragen aan de bewindvoerders van de afdeling Amsterdam van de VOC. Hij ontving daarvoor een bedrag van veertig carolusguldens. 
In hetzelfde jaar vertrok hij naar Nederlands-Indië. In 1625 werd hij de eerste predikant op het eiland Ternate dat deel uitmaakt van de Noord-Molukken. Hij kwam daar in conflict met Jacques le Fèbre, de bevelhebber van de VOC op het eiland. Candidus beschuldigde hem van buitenechtelijke betrekkingen. Deze reageerde met een aantal valse beschuldigingen aan het adres van Candidus en zond hem terug naar Batavia. Candidius wist zijn standpunt in Batavia te rechtvaardigen en werd daarna als eerste predikant naar Nederlands-Formosa gezonden. Zijn eerste termijn op dat eiland duurde tot 1631. Hij verbleef daarna enige tijd in Batavia, waar hij Saartje Specx huwde. In 1633 keerde hij met zijn vrouw terug naar Formosa. Saartje Specx overleed daar in 1636. Gedurende deze termijn was ook zijn opvolger Robertus Junius al op het eiland aanwezig. In 1639 keerde Candidius terug naar Nederland maar vertrok in 1643 weer naar Batavia waar hij tot zijn overlijden in 1647 de rector van de Latijnse school was.

## Candidius op Formosa

Nederlands-Formosa (paars), Spaans-Formosa (groen), en het Koninkrijk Middag.

De oorspronkelijke bewoners van Formosa voor de komst van de Nederlanders waren een aantal groepen die nu aangeduid worden als Taiwanese aboriginals. Candidius arriveerde in 1627. Het noorden van Formosa was bezet door de Spanjaarden. Zowel de zuidoostelijke als de zuidwestelijke kuststreek van het eiland was in in handen van de VOC. Direct ten noorden van de westelijke kuststreek waren ongeveer vijfentwintig dorpen die onder gezag vielen van een politieke entiteit die aangeduid als het Koninkrijk Middag. Al voor de komst van de Nederlanders woonden in het zuidwesten al ongeveer 2000 Chinezen. In het zuidelijk deel van het eiland was tot 1640 ook een nederzetting van Japanse handelaren. 
De belangrijkste Nederlandse vestiging was het fort Fort Zeelandia nabij het huidige Tainan. Al voor de komst van Candidus waren enige ziekentroosters aanwezig op het eiland. Deze richtten zich echter geheel op de op het eiland aanwezige employees van de VOC. 

### De religie van de Siraya’s

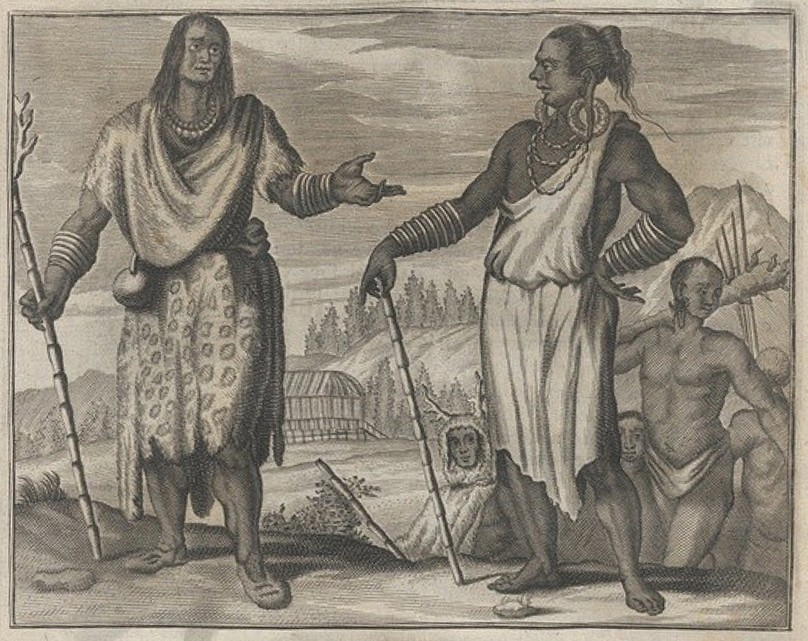
Taiwanese aboriginals, uit Olfert Dapper (1670): Gedenkwaerdig bedryf

Even ten noorden van Fort Zeelandia lagen zeven dorpen van het volk van de Siraya's waarvan een aantal voortdurend strijd met elkaar hadden. Sinkan was qua aantal bewoners het kleinste van die dorpen. Zo snel het kon en hij de plaatselijke taal, het Siraya, min of meer beheerste vestigde Candidus zich in dat dorp.  
Het religieuze systeem van de Siraya’s kende een groot aantal goden, waarvan er dertien de belangrijkste waren. Er waren goden die zorgden voor zaken als een goede oogst en bescherming tegen vijanden. Andere goden vaardigden taboes uit en dreigden met strenge straffen als die niet nageleefd werden. Er waren gedurende een jaar zeven perioden waarin belangrijke religieuze festiviteiten plaatsvonden. In enkele daarvan werd van mannen verwacht dat zij zoveel mogelijk geslachtsgemeenschap hadden met zoveel mogelijk vrouwen. 
De religieuze leiders waren inibs,vrouwelijke priesters. Zij waren de verbinding tussen de godenwereld en de dorpelingen. Het jaarritme van de Siraya’s werd dus bepaald door perioden van festiviteiten waar heel veel geoorloofd was en perioden waar strikte taboes golden. De vrouwelijke priesters zagen erop toe dat de taboes gehandhaafd werden. Het was vrouwen van de Siraya niet toegestaan kinderen te baren voor de leeftijd van zevenendertig jaar. Er was een systeem van verplichte abortus bij zwangerschap voor die leeftijd. Ook daarop werd toegezien door de vrouwelijke priesters. De Siraya's kenden het instituut huwelijk wel, maar mannen konden voor de leeftijd van veertig jaar niet met hun vrouw samen wonen. De meeste mannen en vrouwen leefden dus niet gezamenlijk in hetzelfde huishouden.

## Zendingsstrategie

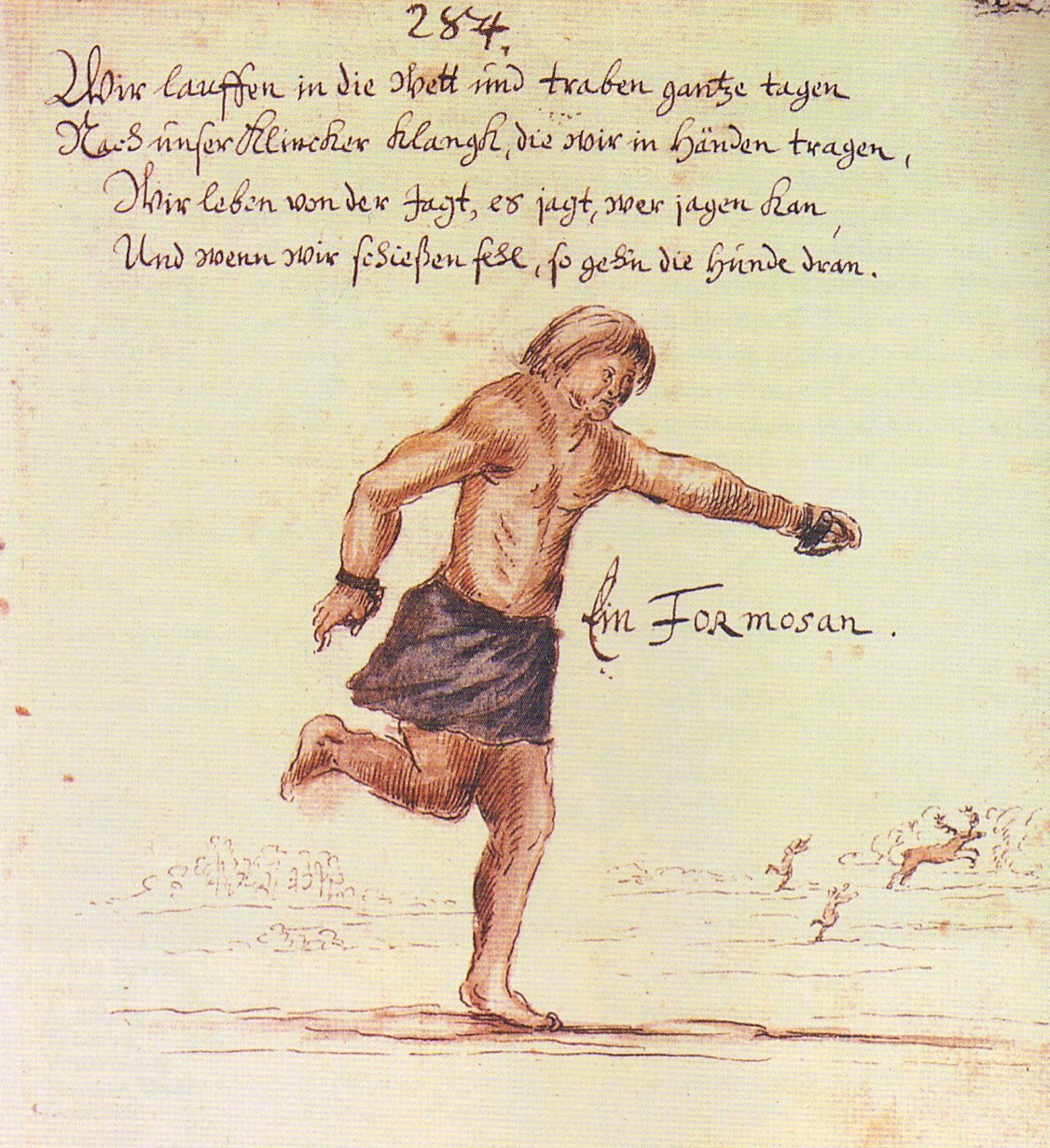
Tekening van een aboriginal van Caspar Schmalkalden, een Duitse soldaat in dienst van de VOC, omstreeks 1650.

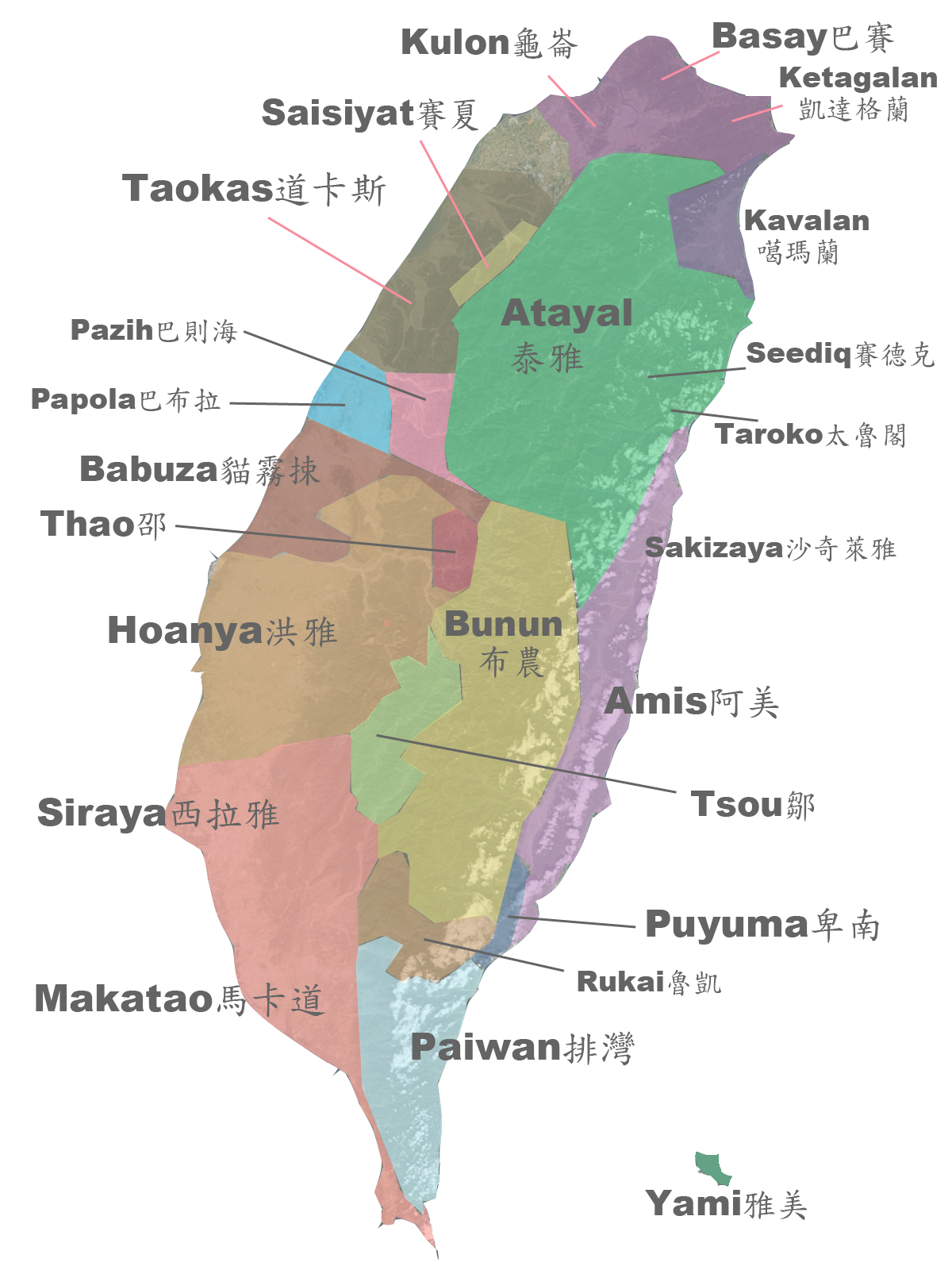
Het woongebied van de Siraya's in het zuidwesten.

De Siraya’s hadden, net zoals alle andere groepen aboriginals op Formosa, geen schriftsysteem ontwikkeld en waren dus niet geletterd. Er bestond ook geen centraal gezag over het werkgebied van Candidus, iets van een politieke entiteit met een officiële religie. Candidius zag met name in de ongeletterdheid mogelijkheden voor een evangelisatie. De Siraya’s gaven hun religieuze tradities alleen mondeling door. Zij hadden geen slechte geschriften, zoals andere heidenen, waarin hun religie beschreven werd en die door geestelijken bestudeerd kon worden en daarom die heidense religie goed konden verdedigen.
Candidius had het idee dat het van cruciaal belang was de Siraya’s een schriftsysteem te geven en hen te leren lezen en schrijven. In berichten aan de bevelhebber van de VOC op het eiland schreef hij ook dat een succesvolle zending predikanten vergde die bereid waren zo niet hun hele verdere leven dan toch wel minimaal een periode van tien jaar op Formosa aanwezig te zijn. Alleen dan zou een predikant werkelijk de taal goed kunnen leren beheersen. Candidius bestudeerde het vernaculair van de Siraya’s, schreef de klanken neer in Latijns schrift en benoemde dat als het Sinkan-vernaculair. Zijn eerste geschriften hierin waren een vertaling  van een aantal gebeden en de belangrijkste geloofsartikelen. De laatste waren in de vorm van een vraag en een antwoord om die beter te kunnen onthouden. 
Vanaf najaar 1628 gaf hij enkele uren per week les aan kinderen en vrouwen. Dat proces verliep op zich redelijk goed. Leerlingen konden vrij snel de juiste antwoorden op vragen geven. Candidius merkte echter ook hoe diep bij ook die leerlingen elementen als de positie van de vrouwelijke priesters en de taboes in hun dagelijks leven verankerd waren.
Sinkan was in conflicten met de overige dorpen vaak de zwakste partij. De dorpelingen hadden de komst van de Nederlanders verwelkomd, omdat zij in hen een vorm van bescherming zagen. Candidius drong er dan ook op aan  dat de bevelhebber op Formosa, Pieter Nuyts, meerdere malen het dorp bezocht. Nuyts had al een keer militaire assistentie gegeven aan Sinkan in een conflict met een ander dorp.  
Candidius trachtte verder gebruik te maken van die mogelijkheden. In een poging om verder respect af te dwingen voor het Nederlands gezag en de daarbij behorende religie verzocht hij in een brief aan Jan Pieterszoon Coen, de gouverneur-generaal van de VOC, een wettelijk vertegenwoordiger in zijn werkgebied te benoemen die de personen die onvoldoende naar hem luisterden te straffen. Het verzoek werd afgewezen. Zijn relatie met Pieter Nuyts verslechterde ook. Escalatie werd alleen voorkomen doordat Nuyts als bevelhebber in deze periode opgevolgd werd door Hans Putmans. Minder vergaand machtsvertoon leidde ook tot enig resultaat. In 1631 aanvaardden de dorpelingen van Sinkan de Nederlandse autoriteit over hun gebied. Kort voor het eind van zijn eerste termijn kon Candidius vijftig dorpelingen in hun eigen taal dopen. 
Bij de aanvang van zijn tweede termijn was zijn opvolger Robertus Junius al op het eiland aanwezig en die in die periode al snel het grootste deel van het werk voor zijn rekening nam. 